# 哈维克斯贝克
哈维克斯贝克（發音：[ˈhaːvɪksˌbɛk]）是德国北莱茵-威斯特法伦州明斯特行政区科斯费尔德县的市镇，面积52.41平方千米，2023年12月31日人口为12,215人。